# Friedrich von König (Amtmann)
Friedrich Freiherr von König (* ca. 20. Februar 1750; † 5. April 1816 in Karlsruhe) war württembergischer und badischer Staatsdiener.
Friedrich von König war der Sohn von Ludwig Adam von König, herzoglich württembergischer Hofrat und Oberamtmann in Herrenalb, und der Charlotta geborene Neuster. Er heiratete Anna Friederike geborene Cotta.
Im Jahr 1778 trat er in den württembergischen Staatsdienst ein und wurde vor 1800 Amtmann in Herrenalb. 1803 wurde er württembergischer Oberamtmann in Unteröwisheim und ab dem 11. September 1807 wurde er, jetzt in badischen Diensten, Oberamtsrat des Amtes Gochsheim. Im Februar 1810 wurde er in den Ruhestand versetzt.